# Udvarhely-Szék
Udvarhely-Szék – Székelyudvarhelyen 1997–2000 között megjelent közéleti hetilap. Főszerkesztője 1999-ig Szőke László volt, 2000-ben Bágyi Bencze Jakab, kiadója az Impar Kft. igazgatója, Molnos Zoltán. Szellemiségében, közéleti és politikai állásfoglalásaiban a konzervatív értékek képviselete volt meghatározó.
Hetente két oldalon irodalmat is közölt s nem csak helyi szerzőktől. E két oldalt Zsidó Ferenc szerkesztette, aki a lapban önálló rovat keretében teret kínált a kezdő tollforgatóknak is, eligazító értékeléseket közölve művekről, irodalmi kérdésekről. Művelődési mellékletében eseményekhez kötötten nyomon követte a helyi szellemi életet, emellett irodalom- és művelődéstörténeti tanulmányokat is közölt Udvarhely és vidéke múltjából.